# Gene Deitch
Gene Deitch (Chicago, Illinois; 8 de agosto de 1924-Praga, 16 de abril de 2020) fue un ilustrador, animador y director estadounidense. Además de dirigir el cortometraje Munro (1960), que ganó un premio Óscar en la categoría de mejor cortometraje animado, fue conocido por su trabajo en las series de Popeye y Tom y Jerry.

## Biografía
Nació el 8 de agosto de 1924 en Chicago (Illinois), hijo del vendedor Joseph Deitch y su esposa Ruth Delson Deitch. En 1929 su familia se mudó a California y Deitch asistió a la escuela en Hollywood. Se graduó de la Escuela Preparatoria de Los Ángeles en 1942 y comenzó a trabajar para la empresa North American Aviation, dibujando planos de aviones. En 1943 fue reclutado y recibió entrenamiento de piloto antes de contraer neumonía y ser dado de baja honorablemente en mayo del año siguiente.
Entre 1945 y 1951, durante los primeros años de su carrera, fue un colaborador frecuente de The Record Changer, una revista de jazz para la cual dibujó portadas e ilustraciones. En la década de 1950 Deitch fue uno de los primeros partidarios e ingeniero de audio de Connie Converse, una de las primeras cantautoras estadounidenses. Converse apareció una vez en la cadena de televisión CBS debido en parte a las conexiones que Deitch tenía allí, pero logró poco éxito y finalmente abandonó la música solo para ser redescubierta décadas después, a través de grabaciones que Deitch había hecho de su música en 1954.
En 1955, Deitch ingresó como aprendiz al estudio de animación United Productions of America (UPA), y posteriormente se convirtió en el director creativo del estudio Terrytoons, creando personajes como Sidney the Elephant, Gaston Le Crayon, el popular Tom Terrific y Clint Clobber. A partir de 1955, mientras trabajaba en UPA, escribió y dibujó para United Feature Syndicate la tira cómica The Real-Great Adventures of Terr’ble Thompson!, Hero of History, protagonizada por un niño que participaba de diferentes aventuras. La compañía discográfica Little Golden Records había grabado un radioteatro de Terr'ble Thompson, con la participación del actor Art Carney y el músico Mitch Miller. Ese producto inspiró la tira cómica, que fue publicada entre el 16 de octubre de 1955 y el 14 de abril de 1956. A principios de 1958, su cortometraje animado Sidney's Family Tree fue nominado a un premio Óscar. En agosto de 1958, Deitch fue despedido de Terrytoons y creó su propio estudio en Nueva York llamado Gene Deitch Associates, Inc., que principalmente producía anuncios comerciales de televisión.
Cuando su cliente Rembrandt Films se comprometió a financiar Munro, un cortometraje animado que Deitch quería hacer, el director trasladó a su compañía a Praga (Checoslovaquia), en octubre de 1959. Su plan inicial era pasar solo unos días en Praga, pero después de conocer a su futura esposa, Zdenka, decidió mudarse permanentemente a la ciudad. Munro se estrenó en Checoslovaquia en septiembre de 1960 y en los Estados Unidos el 5 de octubre de 1961, como un corto que precedía a la película Breakfast at Tiffany's. La cinta ganó un premio Óscar en la categoría de mejor cortometraje animado en 1961, convirtiéndose en el primer corto producido fuera de Estados Unidos en recibir ese galardón.
Entre 1960 y 1963 colaboró con Rembrandt para dirigir dibujos animados de Popeye para televisión, con la colaboración de King Features, y de 1961 a 1962 dirigió 13 nuevos cortometrajes de Tom y Jerry para Metro-Goldwyn-Mayer. Los cortometrajes que hizo de Tom y Jerry presentaban varias diferencias con los originales de William Hanna y Joseph Barbera, y por lo general recibieron una respuesta desfavorable de la crítica y del público, aunque con el paso de los años fueron acumulando un mayor reconocimiento. El propio Deitch señaló décadas después que la idea de trabajar con esos personajes no fue algo que escogió voluntariamente, ya que le disgustaba que tuviesen una violencia "sin sentido" y fuesen "francamente racistas", pero se vio obligado a hacerlo ya que su carrera estaba en juego. El director atribuyó el mal resultado a, entre otras cosas, el hecho de trabajar en otro país con artistas que no conocían los dibujos animados originales, y problemas de presupuesto.
Con la colaboración del productor William L. Snyder, Deitch trabajó en una serie de cortometrajes basados en la tira de prensa Krazy Kat, de King Features, entre 1962 y 1964. A partir de 1965 comenzó a estrenar dibujos animados de un personaje propio, Nudnik, cuyo primer cortometraje, Nudnik No. 2 (titulado en inglés Here's Nudnik) fue nominado a un premio Óscar. En 1966 estrenó el largometraje Alice of Wonderland in Paris, una antología que reunía adaptaciones de cuentos de escritores como Eve Titus, Crockett Johnson, James Thurber y Ludwig Bemelmans. Otro trabajo que ayudó a producir fue la serie animada The Bluffers, estrenada en 1986, que estuvo basada en una de sus ideas.
Desde 1969 hasta su retiro en 2008, fue el principal director de animación de la productora Weston Woods Studios de Connecticut, donde trabajó realizando adaptaciones de libros infantiles. Deitch adaptó 37 cortometrajes animados para Weston Woods, desde Drummer Hoff en 1969 hasta Voyage to the Bunny Planet en 2008. En febrero de 2004 recibió el premio Winsor McCay durante los Premios Annie de aquel año, entregado por ASIFA-Hollywood por su trayectoria en la industria de la animación.
Falleció el 16 de abril de 2020 a los 95 años en Praga.

## Familia
Deitch conoció a su primera esposa, Marie, cuando ambos trabajaban para la empresa North American Aviation. Se casaron en 1943. Sus tres hijos, Kim, Simon y Seth Deitch, son artistas y escritores de cómic underground y alternativo.
En 1960, mientras vivía en Praga, conoció a Zdenka Najmanová, gerente de producción en el estudio Bratři v triku, donde él también trabajaba. Se casaron en 1964. Escribió sus memorias, For the Love of Prague, que están basadas en su experiencia viviendo en aquella ciudad. Según Deitch, aunque fue investigado por la StB y su teléfono fue intervenido, nunca se dio cuenta de su presencia y nunca fue interrogado ni arrestado.

## Premios y nominaciones
Festival Internacional de Cine de San Sebastián
| Año  | Categoría                           | Película | Resultado |
| ---- | ----------------------------------- | -------- | --------- |
| 1969 | Concha de Oro al mejor cortometraje | Obri     | Ganador   |